# 히어로즈 오브 마이트 앤 매직 III: 아마겟돈 블레이드
히어로즈 오브 마이트 앤 매직 III: 아마겟돈 블레이드(Heroes of Might and Magic III: Armageddon's Blade)는 히어로즈 오브 마이트 앤 매직 III의 첫 번째 확장팩이다.

## 추가된 부분
1. 새로운 타운 - 정령들의 마을 컨플럭스(Conflux)
2. 6개의 새로운 캠페인
3. 26명의 새로운 영웅 - 캠페인 전용 영웅 9명,컨플럭스 타운 영웅 16명, 캐슬 타운 영웅 1명
  - 롤랜드: 검사와 크루세이더의 공격력과 방어력이 4레벨부터 점차 증가된다.
  - 겔루: 궁수와 저격수, 우드 엘프와 그랜드 엘프를 돈을 내고 샤프슈터로 업그레이드 할 수 있다.
  - 드라콘: 마법사와 대마법사, 몽크와 질럿을 돈을 내고 인챈터로 업그레이드 할 수 있다.
  - 제론: 데빌과 아크데빌의 공격력을 4, 방어력을 2, 속도를 1 높여준다.
  - 뮤테어: 모든 드래곤의 공격력과 방어력을 5씩 높여준다.
  - 킬고: 베히모스와 에이션트 베히모스의 공격력을 5, 방어력을 5, 데미지를 10 높여준다.
  - 보라거스: 대공 오우거와 오우거 메이지의 공격력과 방어력이 4레벨부터 점차 증가된다.
  - 아드리엔느: 처음부터 고급 불마법을 가지고 나온다.
  - 하트 경 원본: 캐슬소속 일반영웅. 재산 기술이 레벨이 오를 때마다 5%씩 증가된다.
  - 하트 경 죽음의 기사 버전: 네크로폴리스 소속 켐페인 전용 영웅. 흑기사와 공포의 기사의 공격력을 5, 방어력을 5, 데미지를 10 높여준다.
  - 멀리치 경: 하트경이 사라진뒤 새로 등장한 캐슬 소속 일반 영웅. 모든 아군의 속도가 2 올라간다.
4. 38개의 새로운 싱글 시나리오 맵
5. 새로운 중립 유닛 10종
6. 새로운 아티팩트 2개
7. 지정한 조건 내에서 무작위로 맵을 구성하여 항상 새로운 맵을 즐길 수 있게 해주는 랜덤 맵 생성기 추가
8. 싱글 플레이 맵 뿐만 아니라 켐페인까지 만들어 낼 수 있는 켐페인 에디터 추가
9. 공성전 방어시 포술을 가진 영웅이 성벽의 포탑을 조종할 수 있게 되었다.
10. 새로운 단축키- 영웅이 현재 위치한 지역(방앗간, 유닛 고용건물, 게이트 등등)을 다시 방문하고 싶으면 이동할 필요 없이 스페이스바만 누르면 된다.
11. 마을에서 유닛 업그레이드 건물을 지은 경우, 그 유닛을 고용할 때 업그레이드 하지 않은 유닛과 업그레이드 한 유닛을 선택해서 고용할 수 있다.
12. 자신의 광산에서 영웅이 스페이스 바를 눌러 광산에 병력을 주둔시켜 방어 할 수 있다.

## 평가
| 평가 |               |
| --- | ------------- |
| 통합 점수 통합사 점수 게임랭킹스 88% [ 1 ] 평론 점수 평론사 점수 게임 레볼루션 B+ 게임스팟 8.0 out of 10 [ 2 ] IGN 9.0 out of 10 [ 3 ] |               |
| 통합 점수 |               |
| 통합사 | 점수          |
| 게임랭킹스 | 88%           |
| 평론 점수 |               |
| 평론사 | 점수          |
| 게임 레볼루션 | B+            |
| 게임스팟 | 8.0 out of 10 |
| IGN | 9.0 out of 10 |